# Tompa Gábor
Tompa Gábor (Marosvásárhely, 1957. augusztus 8. –) nemzetközileg elismert erdélyi magyar színházi és film-rendező, színházigazgató, egyetemi tanár, költő, esszéíró. A Kolozsvári Állami Magyar Színház igazgató főrendezője. Az Európai Színházi Unió (Union of the Theatres of Europe – UTE) eddig háromszor újraválasztott elnöke. Az Interferenciák Nemzetközi Színházi Fesztivál alapítója és igazgatója. A Kaliforniai Egyetem (University of California, San Diego, U.S.A.) rendezői tanszékének egykori vezetője: professor emeritus. A Magyar Köztársaság Érdemes művésze.

## Életpálya

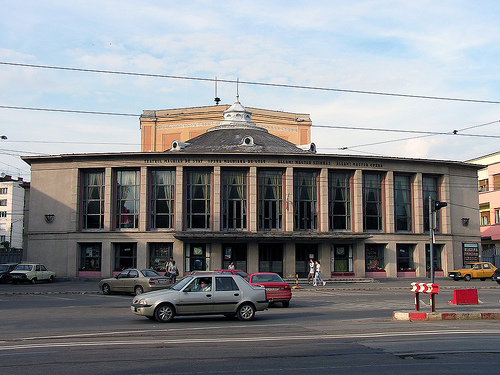
A Kolozsvári Állami Magyar Színház

Jeles erdélyi magyar író- és művészcsalád tagja. Édesapja Tompa Miklós (1910–1996), rendező, színigazgató, tanár, a Marosvásárhelyi Nemzeti Színház alapítója. Édesanyja: Mende Gaby (1929–2021) színművésznő. Apai nagyapja: Tompa László (1883-1964) transzilván költő, műfordító, akitől az írói tehetségét örökölte. 1976-ban érettségizett az 1557-ben alapított marosvásárhelyi Bolyai Farkas Líceum sportosztályában. A bukaresti I. L. Caragiale Színház- és Filmművészeti Akadémia rendezői szakára jelentkezett, és abba az egyedülálló kísérleti osztályba vették fel, ahol egyidejűleg színházi és filmrendezést is tanulhatott. A világhírű bukaresti rendezőiskola alapítói és kiemelkedő mesterei közül Liviu Ciulei, Mihai Dimiu és Cătălina Buzoianu tanítványa volt. 1981-ben diplomázott, és noha a bukaresti Kis Színház szerződtette volna, Harag György (1925–1985) hívására – aki saját utódjának választotta – a Kolozsvári Állami Magyar Színház rendezője, 1987-től művészeti vezetője lett. Közvetlenül a ’89-es történelmi változások után többek között így nyilatkozott: „A színház örök. Mint ilyen, az örök értékek közvetítője. S csak a szakmai minőségre épülhet. Mindenkori célja a hamleti színházeszmény megvalósítása: »tükröt tartani a természetnek« a színház sajátos kifejező eszközeivel. (…) mint mindig, a minőségre építünk. Ez a megmaradás garanciája. Célunk: európai színházat megvalósítani.” 1990. november 1-jén a román kulturális miniszter kinevezte a Kolozsvári Állami Magyar Színház élére. Így 1992 decemberében az első erdélyi magyar hivatásos színház születésének bicentenáriumát Tompa Gábor igazgatósága alatt ünnepelték. Az évforduló esztendejének kezdetén, 1992. február 14-én mutatták be a rendezésében Eugène Ionesco A kopasz énekesnő című darabját, amelynek premierje mérföldkő lett az erdélyi magyar színjátszás – és általában a színház – történetében. 1993 őszén ezzel az előadással öthetes turnén vettek részt Nagy-Britanniában, aminek következtében a legrégibb magyar nyelvű hívatásos színház megkezdhette páratlan nemzetközi pályafutását. 1995-ben Giorgio Strehler, a brit kritikusok által megszavazott „1993 Legjobb Külföldi Előadását” látván Párizsban, A kopasz énekesnő vendégjátéka után meghívta a Kolozsvári Magyar Színházat, hogy legyen tagja az olasz rendező által öt éve alapított és elnökölt Európai Színházi Unió elit szervezetének.
Heves támadások érték a konzervatívabb közönségrétegek részéről, számos kolozsvári értelmiségi, közszereplő és színházi ember támadta merész lépéseit. Melléállt ugyanakkor az erdélyi értelmiség egy másik jelentős része (ennek következménye lett az a híres-hírhedt levélváltás, amely a kolozsvári és országos magyar sajtó, de elsősorban a kolozsvári Szabadság napilap hasábjain zajlott személye és az általa eszközölt változtatások körül). Kérlelhetetlenségével és kitartásával hamar afféle „erdélyi színházi fenegyerek”-ké vált, aki később sem szűnt meg konfliktusos személyiségnek lenni (legutóbb kolozsvári értelmiségiek egy csoportja követelte leváltását a színház éléről), de akinek törekvéseit szakmai sikerek sokasága és az ezeket koronázó nemzetközi hírnév igazolja.
Tompa Gábor igazgatósága idején a Kolozsvári Állami Magyar Színház a világszerte legismertebb és legelismertebb magyarul játszó társulat lett; a román színházi szakma nagy része egész Románia legjobbjának tartja.[forrás?] Az 1990 februárjában alapított Romániai Színházi Szövetség, az UNITER történetében nemcsak az első „legjobb előadásért” járó díjat kapták meg az 1989-ben bemutatott A buszmegállóért Tompa Gábor rendezésében, de az összes romániai társulat közül – a bukaresti sztárszínházakat is beleértve – a legtöbb jelölésük szintén nekik van. Előadásaikkal a fél világot bejárták, nemzetközileg is a legelismertebb alkotóművészek dolgoznak velük. A Kolozsvári Magyar Színház 2008 óta tagja az Európai Színházi Uniónak, eddig három UTE FEST házigazdája volt.
Az 1993-as brit turné sikere óta a Romániában szintén egyik legjelentősebb színházművészként tisztelt Tompa Gábor egyénileg is elismert és keresett művész, illetve színészpedagógus lett világszerte. A román színházi szakma főként az abszurd színház egyik legnagyobb mesterét látja benne. Miruna Runcan 2007-ben, az Artdelenisme c. tévéműsor keretében készült portréfilmben elmondta: „Egyike a legrafináltabb színpadi elemzőknek, akik ezt a stílust éltetik. Ez azért lehet rendkívül nehéz, mert az abszurd színházat már beskatulyázta az irodalomtörténet. Ez nem azt jelenti, hogy például az ő Shakespeare-rendezései ne volnának ugyanolyan különlegesek. […] Csupán csak azt, hogy ez az esztétikai dimenzió, amellyel az abszurdot újragondolja és újraalkotja a színpadon, és ezáltal élővé teszi, a leglátványosabb törekvésének tűnik.” Eddig szülőhazáján és Magyarországon kívül az Egyesült Királyságban. Franciaországban, Németországban, Spanyolországban, Portugáliában, Luxemburgban, Ausztriában, Szlovéniában, Szerbiában, Csehországban, Kanadában, Dél-Koreában és az Amerikai Egyesült Államokban rendezett az általa beszélt magyar, román, német, francia, angol, katalán nyelveken. Sok külföldi társulat szívesen alkalmazná, több jeles külföldi színház hívta igazgatónak, művészeti vezetőnek nagyon előnyös feltételekkel. De Tompa otthon maradt: „Hiszek az Apáczai-modellben, hogy Erdélyben is lehet valaki európai vagy világpolgár, és hogy ezzel a szellemiségű munkával a kolozsvári társulatot is integrálni tudom egy tágabb, egyetemesebb szellemi vérkeringésbe” – nyilatkozta többször is. Hogy Kolozsvár mindig aktuális képet kapjon a sokszínű, korszerű színjátszásról, Tompa Gábor a legrégebbi folyamatosan működő hivatásos magyar színház 215. születésnapja alkalmából, 2007-ben megalapította az Interferenciák Nemzetközi Színházi Fesztivált, amelynek keretében, Ausztráliát kivéve valamennyi kontinensről játszottak már kiváló társulatok. A kétévenként megrendezett színházi esemény elismeréseképpen 2023-ban a fesztiváligazgató először vehette át a néhai „Ion Caramitru” nevével fémjelzett korábbi „Kiválósági Díjat”, amellyel az UNITER szenátusa elismerte, hogy a kolozsvári „Interferenciák Nemzetközi Színházi Fesztivál” a legfontosabb ilyen jellegű rendezvénye Romániának. Jóval a román díj megszavazása előtt két nagy európai színházi folyóirat, az olasz Sipario és a német Theater Der Zeit már beválasztotta a legjobb tíz európai színházi találkozó közé. Tompa Gábor 2006. március és 2008. április között – amíg a Kolozsvári Magyar Színház nem lett hivatalosan az UTE tagszínháza – az Európai Színházi Szövetség egyéni tagja volt. 2018 óta háromszor választották meg az UTE elnökének.
Magyar–román–francia koprodukcióként „Kínai védelem” címen, 1999-ben forgatta le első nagyjátékfilmjét, amelyet a Berlini Nemzetközi Filmfesztiválon, valamint Karlovy Varyban, São Paulóban, Triesztben, Isztambulban, Budapesten, Szocsiban is bemutattak, az olaszországi Salerno filmfesztiválján pedig elnyerte a legjobb elsőfilmesnek megítélt díjat.

## Oktatói tevékenysége
1990-től a marosvásárhelyi Szentgyörgyi István Színművészeti Akadémia tanára, a színházrendező képzés újraindítója volt, 1990 és 1995 között a rendezői tanszék vezetője. 1991-ben a kolozsvári Babeș–Bolyai Tudományegyetem Bölcsészkarán belül megalapítja a magyar nyelvű Színművészeti Tagozatot. 1995-től a Freiburgi Színművészeti Iskola (Németország), továbbá a barcelonai Színművészeti Akadémia tanára; az ezredfordulón Spanyolországban tanít a barcelonai és terrasai színművészeti intézetekben. 2005-ben a londoni Brunel Egyetem MA mesterképzését vezette. 2007. január 1-től 2016-ig a Kaliforniai Egyetem Színház és Táncművészeti Karán a rendezői program vezetője, a színházrendezés és rendezéstörténet tanára volt. 2022-től színházrendező osztálya van a budapesti SZFE-n.
1994-ben a glasgow-i „International Workshop Festival” keretében tartott „Hamlet” mesterkurzus eredménye, a nagyjából kétórás előadás Skócia nagy feltűnést keltett színházi sikere lett. 1993-tól rendezőknek és színészeknek tart rendszeresen workshopokat Románián és Magyarországon kívül Nagy-Britanniában, Spanyolországban, Németországban, Franciaországban, Dél-Koreában, Kolumbiában és az Egyesült Államokban.

## Irodalmi munkássága
16 éves korában jelentek meg első versei az Igaz Szó nevű irodalmi folyóiratban, azóta rendszeresen publikál folyóiratokban, antológiákban. 1989-ben került ki a nyomdából az első önálló verseskötete Bukarestben (Óra, árnyékok), Budapesten pedig 1990-ben (Készenlét). Eddig 11 verseskötete látott napvilágot, köztük a Romániai magyar négykezesek Visky Andrással (1994), valamint a Depressio Transsylvaniae (1998) és a Transsylván pótdepressziók (2012) Kovács András Ferenccel közösen. 1987-ben adták ki esszékötetét a rendezésről (A hűtlen színház); az 1995-ben megjelent A késdöfés gyöngédsége összegyűjtött tanulmányokat tartalmaz.

## Külföldi rendezései
Ausztria
- Albert Camus: A félreértés – Akademietheater, Bécs (1997)
- Visniec: Bohóc kerestetik – Auersperg Fünftzen, Bécs (1996)

Csehország
- Eugène Ionesco: Rinocéroszok – Prágai Nemzeti Színház, (2012)

Franciaország
- Ionesco: A kopasz énekesnő – Théâtre de l'Athénée Louis-Jouvet, Párizs (2000)
- Molière: Tartuffe – Théâtre de l`Union, Limoges (2000)
- Ionesco: A kopasz énekesnő – Théâtre de l`Union, Limoges (1996)

Luxemburg
- Ionesco: A székek – Luxemburgi Nemzeti Színház (2022)

Németország
- Luigi Pirandello: Ma este rögtönözve játszunk – Staatsteather Freiburg (2003)
- Csehov: Három nővér – Staatsteather Freiburg (2002)
- Samuel Beckett: Godot-ra várva –Staatstheater Freiburg (1995)

Nagy-Britannia
- Ionèsco: Az új lakó – Northern Stage Ensemble, Newcastle upon Tyne (2004)
- Beckett: Godot-ra várva – Theatre Lyric, Belfast (1999)
- William Shakespeare: Hamlet, dán királyfi – Tramway Theatre, Glasgow (1994)

Portugália
- Beckett: Godot-ra várva – São Joao Nemzeti Színház, Porto (2021)

Spanyolország
- Beckett: A játszma vége – Teatre Principale de Palma (2000)
- Molière: Kényeskedők – Teatre Alegria, Barcelona (1999)
- Sławomir Mrożek: Tango – Teatre Lliure, Barcelona (1999)

Szerbia
- Euripidész nyomán: Médeia körök – Újvidéki Színház (2005)

Jugoszlávia
- Georg Büchner: Woyzeck – Újvidéki Színház, (1990)
- Enquist: Ének Phaedráért – Nemzeti Színház, Skopje,(1987)

Szlovénia
- Sosztakovics: Kisvárosi Lady Macbeth – Maribori Szlovén Nemzeti Opera (2017)
- Csehov: Cseresznyéskert – Maribori Szlovén Nemzeti Színház (2015)

Egyesült Államok
- Samuel Beckett: Godot-ra várva – La Jolla Playhouse, San Diego, USA (2017)
- Saviana Stănescu: Toys (ősbemutató) – Hudson Guild Színház, Los Angeles, USA (2015)
- Pirandello: Ma este improvizálunk – La Jolla Playhouse, San Diego, USA (2013)
- Henry Purcell: Dido és Aeneas – Bach Collegium, San Diego, USA (2011)
- Ruins True – A The Sushi Center for the Urban Arts, San Diego és a Kolozsvári Állami Magyar Színház koprodukciója (2010)
- Büchner: Woyzeck – La Jolla Playhouse-Potiker Theatre, San Diego, USA (2009)
- Mrożek: Tango – A Kaliforniai Egyetem Színházi Tanszéke, San Diego, USA (2008)
- Beckett: Ó, azok a szép napok – Wilma Theatre, Philadelphia, AEA (workshop) (1992)

Kanada
- Beckett: Godot-ra várva – Manitoba Theatre Centre, Winnipeg (2001)

Dél-Korea
- Büchner: Danton halála – Seoul Arts Center (2013)

Bulgária
- Shakespeare: Ahogy tetszik – Stoyan Bachvarov Állami Színház, Várna (2024)

## Romániai rendezései
- W. A. Mozart: Titus kegyelme (La Clemenza di Tito) – Bukaresti Nemzeti Opera (2024)
- Ionesco: A légbenjáró – Lucian Blaga Nemzeti Színház, Kolozsvár (2024)
- Mrożek: Tangó – Bukaresti Nemzeti Színház (2023)
- W. A. Mozart: A varázsfuvola (opera) – Kolozsvári Magyar Opera (2020)
- Ionesco: Rinocéroszok – Temesvári Mihai Eminescu Nemzeti Színház (2020)
- Shakespeare: A vihar – Lucian Blaga Nemzeti Színház, Kolozsvár (2019)
- Maurice Ravel: Pásztoróra / A gyermek és a varázslat – Kolozsvári Magyar Opera (2018)
- Max Frisch: Biedermann és a gyújtogatók – Temesvári Állami Német Színház (2016)
- Samuel Beckett: A játszma vége – Marosvásárhelyi Nemzeti Színház, Tompa Miklós Társulat (2016)
- UbuZdup! – Tompa Gábor adaptációja a Leláncolt Übü és más Alfred Jarry szövegek alapján. – Kolozsvári Nemzeti Színház (2015)
- Ionesco: Az új lakó – Nottara Színház, Bukarest (2014)
- Aureliu Manea: Aureliu Manea trilógia – Lucian Blaga Nemzeti Színház, Kolozsvár (2013)
- Molière: A mizantróp – Iaşi-i Nemzeti Színház (2011)
- W. A. Mozart: Don Giovanni – Kolozsvári Román Opera (2010)
- Ionesco: A kopasz énekesnő – Lucian Blaga Nemzeti Színház, Kolozsvár (2009)
- Shakespeare: Lear király – Lucian Blaga Nemzeti Színház, Kolozsvár (2006)
- Ionesco: Rinocéroszok – Radu Stanca Színház, Nagyszeben (2006)
- Beckett: Godot-ra várva – Tamási Áron Színház, Sepsiszentgyörgy (2005)
- Mroźek: Ház a határon – Radu Stanca Színház, Nagyszeben (2005)
- Alfred Jarry: Leláncolt Übü – Komédia Színház, Bukarest (2004)
- Beckett: Ó, azok a szép napok! – Komédia Színház, Bukarest (2004)
- Stanisław Witkiewicz: Svábbogarak – Radu Stanca Színház, Nagyszeben (2003)
- Shakespeare: Hamlet – Craiovai Nemzeti Színház (1997)
- Büchner: Woyzeck – Bulandra Színház, Bukarest (1995)
- Molière: Tartuffe – Szentgyörgyi István Színművészeti Egyetem, Marosvásárhely (1994)
- Ispirescu: A kocsi előállt – Marosvásárhelyi Nemzeti Színház (1989)
- Poliakoff: Cukorváros – Szentgyörgyi István Színművészeti Intézet, Marosvásárhely (1986)
- [[Ion Luca Caragiale]: Zűrzavaros éjszaka – Marosvásárhelyi Nemzeti Színház (1984)
- Bulgakov: Ivan, a rettentő – Bulandra Színház, Bukarest (1983)
- Mrożek: Piotr Ohey mártíromsága – Szentgyörgyi István Színművészeti Intézet (1983)
- Edward Albee: Mese az állatkertről – Marosvásárhelyi Nemzeti Színház (1982)
- Mrożek: Tangó – Színház és Filmművészeti Akadémia, Bukarest (1981)
- Büchner: Woyzeck – Sepsiszentgyörgyi Tamási Áron Színház (1980)
- Beckett: Ó, azok a szép napok – Színház és Filmművészeti Akadémia, Bukarest (1979)

## Magyarországi rendezései
- Shakespeare: II. Richárd – Pesti Színház, Budapest (2019)
- Beckett: Godot-ra várva – Pesti Színház Budapest (2003)
- Samuel Beckett: Játék – Thália Színház, Budapest (koprodukció) (2003)
- Visky András: Júlia – Thália Színház, Budapest (koprodukció) (2002)
- Albert Camus: A félreértés – Vígszínház, Budapest (2002)
- Shakespeare: Lear király – Vígszínház, Budapest, (2001)
- Mrożek: Tango – Pesti Színház, Budapest, (1997)
- Molière: Tartuffe – Thália Színház, Budapest (1996)
- Beckett: Godot-ra várva – Szigligeti Színház, Szolnok (1992)
- Camus: A félreértés – Szigligeti Színház, Szolnok (1991)
- Székely János: Mórok – Gyulai Várszínház (1991)[14]

## Filmek
- Álarc mögött – (TVR – 1978) – rövidfilm
- Fúga – (TVR – 1978) – portréfilm Jagamas Jánosról
- Kínai védelem (Objektív Stúdió – 1999) – magyar-román-francia nagyjátékfilm

## Workshop-ok rendezőknek
- International Workshop Festival, Manchester, Nagy Britannia, 1993
- International Workshop Festival, Glasgow, Nagy Britannia, 1994
- International Workshop Festival, Belfast, Nagy Britannia, 2000
- Festival de la Francofonie, Limoges, Franciaország, 2003
- Workshop on Shakespeare, Palma de Mallorca, Spanyolország, 2003
- Brunel Egyetem, London, Nagy Britannia, 2005 (MA-program rendezők számára

## Kötetei
- A hűtlen színház. Esszé a rendezésről; Kriterion, Bukarest, 1987 (Századunk)
- Óra, árnyékok – versek, Kriterion, Bukarest, 1989
- Készenlét – versek, Héttorony, Budapest, 1990
- Romániai magyar négykezesek – versek, Visky Andrással, Jelenkor, Pécs, 1994
- A késdöfés gyöngédsége – tanulmányok, Komp-Press, Kolozsvár, 1995
- Aki nem én – versek, Mentor, Marosvásárhely, 1996
- Kovács András Ferenc–Tompa Gábor: Depressio Transsylvaniae. Kétbalkezes szonettek, 1993–1998; Pallas-Akadémia, Csíkszereda, 1998
- Lidércbánya – versek 1997–2004, Pallas Akadémia, 2004
- Noé színháza – válogatott versek, Pallas Akadémia, 2004
- A tatu hozománya. Ábel és Sára füzete – gyermekversek, Pallas Akadémia, 2007
- Címke-függöny. Tompa Gábor színházi magánszótára; összeáll. Zsigmond Andrea, ill. Láng Orsolya; Bookart, Csíkszereda, 2010
- Kovács András Ferenc–Tompa Gábor: Transsylván pótdepressziók. Kétbalkezes szonettek, 1993–2011; Bookart, Csíkszereda, 2011
- Van még könyvtár Amerikában? Versek; Kalligram, Budapest, 2020
- Válogatott versek; vál. Fekete Vince; Székelyföld Alapítvány, Csíkszereda, 2021 (Székely könyvtár)
- Színháztól színházig – 36 interjú Tompa Gáborral, Bookart, Csíkszereda, 2022
- Hamlet homloka, Bookart Kiadó, Csíkszereda, 2024

## Róla szóló kötetek
- Darvay Nagy Adrienne: Az idő lenyomata – Tompa Gábor Hamletjei és az erdélyi reteatralizáció, Alutus, Csíkszereda, 2023
- Mihaela Marin: O calatorie in lumea lui / A journey into the world of Gábor Tompa („Utazás Tompa Gábor világába” – fotóalbum román és angol szöveggel) Paideia (kiadó), 2017
- Din opera unui regizot. De la Trei surori la Livada de vişini / Egy rendező életművéből a Három nővértől a Cseresznyéskertig; szerk. Mirela Sandu, előszó George Banu, ford. Simona Staicu, Demény Péter; Institutul Cultural Român, Bucureşti, 2016
- Visky András: Tompa Gábor színházi világa /Viziuni scenice/ Theatrical Visions, Koinónia Kiadó, Kolozsvár, 2004
- Florica Ichim: Tompa Gábor – Beszélgetések hat felvonásban. Váli Anna fordításában, Pallas–Akadémia Könyvkiadó, Csíkszereda, 2004. Románul: CAMIL PETRESCU Alapítvány – TEATRUL AZI folyóirat Kiadó, Bukarest, 2003

## Díjai és kitüntetései
Egyéni elismerések
- Franciaország Művészeti és Irodalmi Érdemrendrendjének lovagi fokozata (2023)
- Dsida Jenő-díj (2021)
- Látó Irodalmi Díj (vers-kategória) – 2020
- Erdélyi Magyar Kortárs Kultúráért Díj (2020)
- Hevesi Sándor-díj (2011)
- A Magyar Kultúra Követe (2009)
- Médiakiválóság-díj (2008, 2010)
- Aranyalma-díj (2007)
- A Szabadság napilap díja (2004)
- Érdemes művész (2002)
- UNITER Kiváló művész elismerés – 2002
- „Románia Csillaga” – Steaua României, Románia elnökének, Emil Constantinescunak államelnöki kitüntetése (2000)
- Kritikusok díja (ITI, Románia, 1997)
- SOROS Alapítvány Kortárs Művészeti díja (1997)
- Kriterion-koszorú (1997)
- Francia Kultúráért-díj (1997)
- A Cuvântul folyóirat díja az év művészének (1996)
- Interferenciák-díj (1996)
- EMKE – Kemény János Díj (1992)

Produkciós díjak
UNITER (Román Színházi Szövetség)
- Az év legjobb előadása (1989, 1992, 2003, 2005, 2008 2011)
- Az év legjobb rendezője (1984, 1987, 1993, 1997, 2008, 2019)
- Nagyváradi Rövid Dráma Fesztivál – Legjobb rendezésért járó díj (2013)
- Román Komédia Fesztiválja – Legjobb rendezés (2007)
- Román Dráma Fesztiválja – Legjobb rendezés (2004)
- A Salerno-i Filmfesztivál „Best First Feature” díja (1999)
- A magyarországi Országos Színházi Találkozó legjobb rendezése (1996)
- Theaterspreis, Stuttgart (1995)
- A Kisinyovi Nemzetközi Színházi Fesztivál legjobb rendezője és legjobb előadása (1994)
- Az év legjobb külföldi előadása Angliában (1993)
- Az „I. L. Caragiale” Országos Színházi Fesztivál legjobb rendezése (1992, 1996)
- Az év legjobb előadása Jugoszláviában (1990)[14]

## Beszélt nyelvek
magyar, román, angol, német, francia, katalán.